# Coulonces, Orne

Coulonces este o comună în departamentul Orne, Franța. În 1 ianuarie 2022 avea o populație de 212 de locuitori.